# Druhé pohlaví
Druhé pohlaví (Le deuxième sexe) je kniha Simone de Beauvoir (1908–1986) pojednávající o psychologii a postavení žen ve společnosti. Knihu autorka napsala v roce 1949, česky vyšla v nakladatelství Praha Orbis v roce 1966.

## Hlavní myšlenka
Hlavním paradigmatem této knihy je kritika vztahů muže a ženy jako mocensky konstruované duality Já (subjekt) – Druhý (objekt). Autorka ve své knize tento koncept velice podrobně filozoficky analyzuje a zasazuje ho do širokého historického kontextu.

## Ideologie druhého
Každá společenská skupina má tendenci vytvářet si Druhého. Je to základní kategorie lidského myšlení. Každý subjekt se proti jinému vždy vymezuje a vznáší stejný nárok.
Ženy se však v tomto liší, neboť i ony chápou samy sebe jako ty Druhé. Podle Beauvoir je to proto, že jim toto postavení bylo připsáno sociálním řádem.
Ve vztazích mezi pohlavími tedy vládne asymetrický vztah. Ženy jako ty Druhé slouží podle Beauvoir jako projekce všeho, co mužské Já odmítá. Reprezentují imanenci, pasivitu a nenásilnost. Mužské Já naopak samo sebe ztotožňuje s transcendencí, aktivitou a svobodou. Žena jako ta Druhá nemá vlastní bytí, je určována svým vztahem k muži. Muže lze myslet ve vztahu k ženě, ale ženu bez vztahu k muži ne.

## Existenciální konflikt ženy
„Žena je určována svým vztahem k muži, nikoliv muž svým vztahem k ní, žena je nepodstatná vzhledem k podstatnému. On je subjekt, on je Absolutno. Ona je to Druhé.“
Pouto, které váže muže a ženu, nelze srovnat s žádným jiným poutem, protože pohlavní odlišnost je biologický fakt, nikoliv nějaký moment lidských dějin. Tento protiklad se utvořil v lůně prapůvodního „Mitsein“ (spolubytí) a žena ho nikdy neporušila. Dvojice je zde základní jednotkou, v rámci které jsou obě pohlaví k sobě připoutána. Rozvrstvení společnosti podle pohlaví není možné.
Ovšem stejně jako každá lidská bytost má žena potřebu ospravedlnit svoji existenci formou transcendence, protože je stejně jako každý člověk autonomní svobodou, ale objevuje sama sebe a provádí své volby ve světě, kde je jí vnucováno, aby byla objektem, imanencí.
„Drama ženy je konflikt mezi základním požadavkem každého subjektu, který se vždycky pokládá za podstatný, a požadavky situace, která z ní vytváří bytost nepodstatnou.

Beauvoir se ptá, jakým způsobem může žena v těchto podmínkách dosáhnout svobody (srov. tamtéž, str. 23-24). Na tuto otázku se snaží odpovědět diskuzí o tom, jak se na ženu dívá biologie, psychoanalýza, historie, literatura, náboženství či mytologie, které podle jejího názoru slouží mužům jako nástroje, které udržují ženy v závislosti.
V kapitole Mýty Simone de Beauvoir mimo jiné píše:
„Každý mýtus předpokládá Subjekt, který promítá své naděje a plány do transcendentního nebe. Ženy nekladly samy sebe jako subjekt a také nevytvořily mýtus muže, v němž by se zračily jejich plány.“

## Interpretace podle Genesis
Beauvoir se v této kapitole věnuje rovněž „mýtu o stvoření“ z knihy Genesis. Z mýtu podle Beauvoir vyplývá, že Eva nebyla stvořena zároveň s mužem, ani z té samé hlíny jako Adam, ale byla vytažena z jeho boku. To znamená, že ani samo její stvoření nebylo samostatné. Eva byla následně dána Adamovi, aby nebyl sám. Žena má tedy svůj počátek i cíl v manželství, je jeho doplňkem v podobě nepodstatného
„Pro muže je přírodou pozvednutou k jasnosti vědomí, je vědomím od přirozenosti poddaným; a zde je ta zázračná naděje, kterou v ní muž tak často skládá: doufá, že dojde naplnění jako bytost, když si tělesně přivlastní jinou bytost, a že najde potvrzení své svobody podrobením svobody jiné.“

Muž se snaží prostřednictvím ženy dospět k sobě samému, a tím se zvěčnit (srov. tamtéž). Ovšem jenom tělo se může dotknout jiného těla, a tak je Eva dána Adamovi proto, aby v ní naplnil svoji transcendenci, ale zavleče ho do „noci“ imanence
V další části knihy se snaží autorka ukázat, jak se vytvořila „ženská skutečnost“, v rámci které je žena definovaná jako ta Druhá, a jaké to mělo důsledky z hlediska mužů (srov. tamtéž str. 24; Tuto kapitolu uzavírá tím, že svoboda je nedílným celkem obou pohlaví, ovšem u ženy zůstává prázdnou abstrakcí, proto je jedinou možností, jak se osvobodit, vzpoura.
„Rezignace není nic jiného než kapitulace a útěk; ženě nezbývá jiné východisko, než to jediné: pracovat k svému osvobození.“

## Cesta k osvobozené ženě
V poslední části popisuje Beauvoir podmínky a možné překážky na cestě ženy k osvobození. Žena by měla být uznána jako člověk, aniž by po ní bylo požadováno, aby byla jako muž, zároveň by neměla být vychovávána k pasivitě, ale k účasti ve světě. Dokud nebude zničena myšlenka „věčného ženství“, nebudou mít ani ekonomické či politické změny vliv na osvobození ženy jako té Druhé. Svobodná žena se tedy teprve rodí, protože stále ještě musí bojovat o to, aby byla uznávaná za plnohodnotnou lidskou bytost, a tedy bytost tvůrčí

## Interpretace Jana Patočky
Žena podle Beauvoir ve skutečnosti není Druhá a je bytostně uvědoměle svobodnou, osobní a tvůrčí bytostí stejně jako muž, ovšem z historických a existenciálních důvodů sama sobě odcizenou. Historická lež je tedy v tom, že se identifikuje mužství s transcendencí a ženství s imanencí, ve skutečnosti je opozice mezi transcendencí a imanencí v každém z nás nehledě na pohlaví.